# Adenophora potaninii
Adenophora potaninii là loài thực vật có hoa trong họ Hoa chuông. Loài này được Sergei Ivanovitsch Korshinsky mô tả khoa học đầu tiên năm 1894.

## Phân loài
- Adenophora potaninii subsp. wawreana (Zahlbr.) S.Ge & D.Y.Hong, 2010